# Bölessjön (Bodums socken, Ångermanland)
Bölessjön är en sjö i Strömsunds kommun i Ångermanland och ingår i Ångermanälvens huvudavrinningsområde. Sjön är 19,8 meter djup, har en yta på 2,6 kvadratkilometer och är belägen 213,2 meter över havet. Sjön avvattnas av vattendraget Näsån (Långselån).

## Delavrinningsområde
Bölessjön ingår i det delavrinningsområde (709281-152637) som SMHI kallar för Utloppet av Bölessjön. Medelhöjden är 244 meter över havet och ytan är 9,74 kvadratkilometer. Räknas de 303 avrinningsområdena uppströms in blir den ackumulerade arean 2 990,25 kvadratkilometer. Näsån (Långselån) som avvattnar avrinningsområdet har biflödesordning 3, vilket innebär att vattnet flödar genom totalt 3 vattendrag innan det når havet efter 164 kilometer. Avrinningsområdet består mestadels av skog (40 procent) och jordbruk (11 procent). Avrinningsområdet har 2,57 kvadratkilometer vattenytor vilket ger det en sjöprocent på 26,3 procent. Bebyggelsen i området täcker en yta av 0,35 kvadratkilometer eller 4 procent av avrinningsområdet.